# 토니 모리슨
토니 모리슨(Toni Morrison)으로 널리 알려진 클로에 앤소니 워포드 모리슨(Chloe Anthony Wofford Morrison, 1931년 2월 18일 ~ 2019년 8월 5일)은 미국의 작가, 편집자이다. 본명은 클로에 아델리아 워포드(Chloe Ardelia Wofford)이다. 1970년에 첫 소설인 《가장 푸른 눈》(The Bluest Eye)을 출간했으며, 1977년 소설 《솔로몬의 노래》(Song of Solomon)로 주목을 받아 전미 도서 비평가 협회상을 수상했다. 1987년 《빌러비드》로 퓰리처상 픽션 부문을 수상하였고 1993년 노벨 문학상을 수상했다.
모리슨은 미국 오하이오주 로레인에서 태어났다. 1953년 하워드 대학교에서 영문학을 전공하였으며 1955년 코넬 대학교에서 미국 문학으로 석사학위를 받았다. 1960년대 말 랜덤하우스 최초의 흑인 여성 편집자가 되었으며, 1970~1980년대에 집필한 소설로 주목받았다. 소설 《빌러비드》는 1998년 영화화되었다. 모리슨의 작품은 미국 인종차별의 심각한 영향과 흑인 미국인의 삶에 대한 묘사로 평가된다.
모리슨의 소설은 서사적인 테마와 생생한 대사, 풍부하게 묘사된 흑인 등장인물들로 유명하다. 《뉴욕 타임스》는 "모리슨은 비판적이면서도 상업적 성공까지 이룬 드문 작가"라고 평가했다. 미국사회에서 흑인이라는 소수인종이 겪는 아픔, 그 중에서도 흑인남성들에 의해 또 다시 멸시 당하는 흑인여성들의 상처와 소외를 담는 동시에, 여성의 고통을 그리는 것에서 나아가 여성들간의 화해와 용서를 치열하게 그려낸 것으로 평가받는다.

## 생애와 업적

### 어린 시절
토니 모리슨은 오하이오주의 로레인군 로레인시에서 중산층 가정에서 4남매 중 둘째로 태어났다. 본명은 클로에 아델리아 워포드였다. 어린 시절, 모리슨은 제인 오스틴과 레프 톨스토이의 책을 즐겨 읽었다. 선박 용접공으로 일했던 그녀의 아버지는 그녀에게 흑인 사회의 전설을 자주 이야기해주었다. 당시의 스토리텔링 기법이 현재의 모리슨의 작품에 많은 영향을 미쳤다. 로레인시에서 고등학교를 우등으로 졸업했다.

### 대학 시절 및 영문학 교수 재직
1949년, 모리슨은 하워드 대학교의 영문학과에 입학했다. 그녀는 1953년에 하워드 대학교에서 영어 학위를 받고, 1955년에는 코넬대학교에서 영문학 석사 학위를 받았다. 석사 학위 논문 제목은 "버지니아 울프와 윌리엄 포크너가 다룬 소외된 이들 (Virginia Woolf's and William Faulkner's treatment of the alienated)"이었다. 토니 모리슨의 작품에는 미국 남부의 무너져 가는 사회질서를 배경으로 한 흑백간 갈등을 그린 포크너와 버지니아 울프에게 영향을 받은 흔적이 녹아있다고 평가받는다.
석사 졸업 후 이후 1955년-1957년 동안 텍사스 서던 대학교에서 영어를, 이후 7년간 하워드 대학교에서 역시 영어를 가르쳤다. 하워드 대학교 재직 시절 자메이카인 건축가였던 해럴드 모리슨과 만났고, 이후 1958년 결혼하여 1964년 이혼했다. 그와 해럴드 모리슨 사이에는 두 자녀를 두었다.

### 편집 경력 시작
이혼 후 1965년부터 랜덤 하우스 시러큐스 지부에서 편집자 일을 시작했다. 이후 1967년부터 1983년까지 뉴욕시 랜덤 하우스의 최초의 소설 부분 흑인 여성 편집자로 일했다.

### 소설 및 희곡 집필
1970년 첫 소설 작품인 장편 소설 『가장 푸른 눈』(The Bluest Eye)을 출간했다. 금발 여성이 미(美)의 기준이 되는 미국 사회에서 인종차별을 겪은 흑인 소녀의 피콜라의 비극을 다룬 내용이었다.
1973년 두 번째 소설 『술라』(Sula)를 발표하여, 흑인 여성의 자아와 정체성, 흑인 공동체의 이야기를 통해 미국 사회의 가치 규범과 윤리 문제를 정면으로 다루었다.
1977년 세 번째 소설 『솔로몬의 노래』(Song of Solomon)을 발표했다. 노예였던 과거를 잊고 자신들의 본래 모습을 찾아나서는 흑인남성을 다룬 이야기로서, 전미비평가협회상을 수상했다.
1981년 발표한 네 번째 소설 『검은 아이』(Tar Baby)에서는 무조건 백인을 닮아가려는 미국 흑인중산층과 백인의 인종주의를 혹독하게 비판하여 후속 논의를 불러 일으켰다.
1983년 집필에 전념하기 위해 편집자로서의 경력을 중단했다. 럿거스 대학교의 뉴브런즈윅캠퍼스에서 영어를 가르쳤다. 이후 1984년 올버니 대학교의 알베르트 슈바이처 석좌교수 (Albert Schweitzer chair)로 임명되었다.
1986년 첫번째 희곡 "꿈꾸는 에멧"이 당시 그녀가 교편을 잡고 있던 올버니 대학교에서 상연되었다. 1955년 흑인 십대 소년 에밋 틸이 백인 남성에 의해 살해당한 사건을 다루었다.
1987년 다섯번째 소설 『내 사랑하는 자』(Beloved, 빌러비드)'를 출간했다. 작품의 제목은 성경 로마서 9장 25절에서 제목을 인용한 것으로서, 19세기 남북전쟁 직후를 배경으로 하여 흑인 여성 노예가 삶의 굴레를 대물림하지 않기 위해 사랑하는 어린 딸을 살해하는 가운데 벌어진 고통을 담은 내용이었다. 여기서 주인공이 바라보는 노예제도는 과거의 역사이자 동시에 아직 끝나지 않은 현실적인 개인과 공동체의 경험으로 재현된다.

### 문학상 수상
1988년 빌러비드로 퓰리처상과 전미 도서상을 수상하였다.
1989년부터 2006년 은퇴하기까지 프린스턴 대학교에서 Robert F. Goheen 인문학 석좌교수로 재직했다.
1992년 여섯번째 소설 『재즈』(Jazz)를 발표했다. 이는 1920년대 할렘가를 배경으로 흑인 부부와 주변 인물들이 미국 사회에서 겪는 아픔 및 화해를 다루었다. 1992년 '재즈'와 문학 비평서 『어둠속의 유희』(Playing in the Dark)가 뉴욕타임즈 베스트셀러 소설 및 비소설 부문에 동시에 집계되었다. 이는 최초로 한 작가의 작품이 동시에 서로 다른 부문에서 베스트셀러를 기록한 사례였다.
1993년 서는 여성으로서 일곱번째, 흑인 여성 미국인 중에서는 최초로 노벨 문학상을 수상하였다. 선정 기관인 스웨덴 한림원은 그에 대해 "환상적인 상상력과 시적 언어를 통해 미국의 사회 문제에 삶을 불어 넣었다"며, “시각적인 힘과 시적인 표현으로 미국 현실의 본질적인 면을 생생하게 드러냈다”고 평가했다. 당시 모리슨은 노벨상 수상 소식을 듣고 나서, "개인적으로 무엇보다도 놀랄만한 것은 노벨 문학상이 드디어 미국의 흑인에게 수여됐다는 점"이라며, "미국 언어예술에 유전되고 있는 검은색에 대한 부정적 인식을 탈색하고 싶었다"고 소감을 밝혔다.
1998년에 빌러비드가 조너선 데미 감독, 대니 글로버, 오프라 윈프리 주연으로 영화화됐다.
2012년 버락 오바마 행정부로부터 대통령 자유 훈장을 받았다.

## 국내 출간된 작품 목록

### 장편 소설
- Morrison, Toni (1970). 《The Bluest Eye》. ISBN 0-452-28706-5.
  - 토니 모리슨 저, 이상영 역 (1993). 《가장 푸른 눈》. 백양출판사.
  - 토니 모리슨 저, 신현철 역 (1993). 《푸른 눈동자》. 눈.
  - 토니 모리슨 저, 신진범 역 (2003). 《가장 푸른 눈》. 들녘. ISBN 9788975273797.

- Morrison, Toni (1973). 《Sula》. ISBN 1-4000-3343-8.
  - 토니 모리슨 (1993). 《술라》. 을유문화사.
  - 토니 모리슨 저, 김명주 역 (2003). 《Sula(영어 원문, 한글 각주)》. 신아사.
  - 토니 모리슨 저, 김애주 역 (2005). 《술라》. 들녘. ISBN 9788975274749.
  - 토니 모리슨 저, 송은주 역 (2015). 《술라》. 문학동네. ISBN 9788954637626.

- Morrison, Toni (1977). 《Song of Solomon》. ISBN 1-4000-3342-X.
  - 토니 모리슨 (1980). 《솔로몬의 노래》. 문학세계사.
  - 토니 모리슨 저, 김선형 역 (2004). 《솔로몬의 노래》. 들녘. ISBN 9788975274244.
  - 토니 모리슨 저, 김선형 역 (2020). 《솔로몬의 노래》. 문학동네. ISBN 9788954657945.

- Morrison, Toni (1981). 《Tar Baby》. ISBN 1-4000-3344-6.
  - 토니 모리슨 저, 신진범 역 (2007). 《타르 베이비》. 들녘. ISBN 9788975273414.

- Morrison, Toni (1987). 《Beloved》. ISBN 1-4000-3341-1.
  - 토니 모리슨 (1992). 《장미를 삼킨 여자》. 하늘출판사.
  - 토니 모리슨 (1993). 《사랑하는 사람》. 하늘출판사.
  - 토니 모리슨 저, 강자모 역 (1996). 《Beloved(영어 원문, 한글 각주)》. 신아사.
  - 토니 모리슨 저, 김선형 역 (2003). 《빌러비드》. 들녘. ISBN 9788975273414.
  - 토니 모리슨 (2006). 《빌러비드》. 다락원.
  - 토니 모리슨 저, 최인자 역 (2014). 《빌러비드》. 문학동네. ISBN 9788954624398.

- 《Jazz》. 1992. ISBN 1-4000-7621-8.
  - 토니 모리슨 (1992). 《재즈》. 문학세계사.
  - 토니 모리슨 저, 김선형 역 (2001). 《재즈》. 들녘. ISBN 9788975272653.
  - 토니 모리슨 저, 최인자 역 (2015). 《재즈》. 문학동네. ISBN 9788954634106.

- Morrison, Toni (1997). 《Paradise》. ISBN 0-679-43374-0.
  - 토니 모리슨 저, 김선형 역 (2001). 《파라다이스》. 들녘. ISBN 9788975272325.

- Morrison, Toni (2003). 《Love》. ISBN 0-375-40944-0.
  - 토니 모리슨 저, 김선형 역 (2006). 《러브》. 들녘. ISBN 9788975275562.

- Morrison, Toni (2008). 《A Mercy》. ISBN 978-0-307-26423-7.
  - 토니 모리슨 저, 송은주 역 (2014). 《자비》. 문학동네. ISBN 9788954624268.

- Morrison, Toni (2012). 《Home》. ISBN 978-0307594167.

- 《God Help the Child》. 2015. ISBN 978-0307594174.
  - 토니 모리슨 저, 정영목 역 (2015). 《하느님 이 아이를 도우소서》. 문학동네. ISBN 9788954650465.

### 아동 문학
- The Big Box (1999). ISBN 9780786823642.
  - 토니 모리슨, 슬레이드 모리슨 저, 지젤 포터 그림, 이상희 역 (2000). 《네모상자속의 아이들》. 문학동네. ISBN 9788982813412.

- The Book of Mean People (2002). ISBN 9780786805402.
  - 토니 모리슨, 슬레이드 모리슨 저, 파스칼 르메트르 그림, 노경실 역 (2004). 《얄미운 사람들에 관한 책》. 주니어김영사. ISBN 9788934914570.

- Remember: The Journey to School Integration (2004). ISBN 9780618397402.
- Who's Got Game? The Ant or the Grasshopper?, The Lion or the Mouse?, Poppy or the Snake? (2007). ISBN 9780743283915.
  - 토니 모리슨, 슬레이드 모리슨 저, 파스칼 르메트르 그림, 이상희 역 (2007). 《누가 승자일까요? - 농부와 뱀 이야기》. 작은거름. ISBN 9788934003496.
  - 토니 모리슨, 슬레이드 모리슨 저, 파스칼 르메트르 그림, 이상희 역 (2007). 《누가 승자일까요? - 개미와 베짱이 이야기》. 작은거름. ISBN 9788934003472.
  - 토니 모리슨, 슬레이드 모리슨 저, 파스칼 르메트르 그림, 이상희 역 (2007). 《누가 승자일까요? - 사자와 생쥐 이야기》. 작은거름. ISBN 8934003480.

- Peeny Butter Fudge (2009). ISBN 9781442459007.
- Little Cloud and Lady Wind (2010). ISBN 1416985239.
- Please, Louise (2014). ISBN 9781416983385.

### 단편소설·희곡·논픽션
- 국내 역간 작품 없음.

### 관련된 편역서
- 귄터 그라스, J.M.G. 르 클레지오, 비스와바 쉼보르스카, 알베르 카뮈, 오에 겐자부로, 이보 안드리치, 토니 모리슨, 주제 사라마구, 가브리엘 가르시아 마르케스, 오르한 파묵, 가오싱젠 (2009). 《아버지의 여행가방 - 노벨문학상 수상 연설집》. 문학동네. ISBN 9788954608060.
- 파리 리뷰, 올더스 헉슬리, 호르헤 루이스 보르헤스, 블라디미르 나보코프, 조이스 캐롤 오츠, 도리스 레싱, 마리오 바르가스 요사, 귄터 그라스, 토니 모리슨, 주제 사라마구, 살만 루슈디, 스티븐 킹, 오에 겐자부로 (지은이), 김진아,권승혁 (옮긴이) (2015). 《작가란 무엇인가 2 - 소설가들의 소설가를 인터뷰하다》. 파리 리뷰 인터뷰 2. 다른. ISBN 9791156330073.
- 틸리 올슨, 그레이스 페일리, 로젤린 브라운, 부치 에메체타, 린다 쇼어, 마거릿 애트우드, 아니 에르노, 토니 모리슨, 리디아 데이비스 (지은이),모이라 데이비 (엮은이),김하현 (옮긴이) (2019). 《이등 시민 - 엄마를 위한 페미니즘 소설 선집》. 시대의창. ISBN 9788959406968.

## 주해
1. ↑   "호세아의 글에도 이르기를 내가 내 백성 아닌 자를 내 백성이라, 사랑하지 아니한 자를 사랑한 자라 부르리라" (개역개정)

## 같이 보기
- 미국 문학
- 여자 노벨상 수상자 목록